# Ann Lallande
Ann Lucile Lallande (* 24. Juni 1949 in San Juan; † 19. Dezember 2021 in Annapolis, Maryland, Vereinigte Staaten) war eine puerto-ricanische Schwimmerin und Journalistin.

## Leben
Ann Lallande wurde als Tochter von J. Gustave Lallande und Janice Hoover Lallande in San Juan geboren. Als Schwimmerin konnte sie bei den Zentralamerika- und Karibikspielen 1962 drei Silber- und zwei Bronzemedaillen gewinnen. Bei den Olympischen Spielen 1964 in Tokio startete sie in drei Disziplinen. Zwei Jahre später gewann sie bei den Zentralamerika- und Karibikspielen in San Juan insgesamt 10 Gold- und zwei Bronzemedaillen. 1967 folgte bei den Panamerikanischen Spielen noch eine weitere Bronzemedaille mit der 4 × 100-m-Lagenstaffel.
Nach dem Ende ihrer Schwimmkarriere erwarb Lallande einen Abschluss in Politikwissenschaft am Marymount College in Tarrytown, New York. Anschließend kehrte sie nach Puerto Rico, zurück, wo sie zwei Jahre lang an einer Junior High School unterrichtete. Danach zog sie nach New York City, wo sie als Journalistin für die Zeitschriften Newsweek, Fortune und Bloomberg Businessweek schrieb. Nachdem sie Robert C. Giffen III, einen Marineoffizier, geheiratet hatte, zog sie mit diesem nach Alexandria, wo Lallande bei McGraw-Hill arbeitete. Durch mehrere Umzüge, die die Karriere ihres Mannes erforderten und durch die Geburt ihrer Kinder Kyle und Nicole, arbeitete Lallande als Freiberuflerin. Nachdem ihr Mann in den Ruhestand ging und das Paar nach Annapolis zog, arbeitete Lallande als Beraterin von Carlos Romero Barceló.
Am 19. Dezember 2021 starb Lallande im Alter von 72 Jahren nach einer Operation ihres gebrochenen Fußes in Annapolis.